# Простріл китайський
Сон китайський (Pulsatilla chinensis) — вид багаторічних трав'янистих рослин роду сон (Pulsatilla) родини Жовтецевих (Ranunculaceae). Ряд дослідників включають цей вид до складу роду Анемона (Anemone).

## Морфологічний опис
Багаторічна трав'яна рослина,  7-25 см заввишки. Кореневище вертикальне або трохи косе, розвиває 1-2 стебла.
Прикореневі листки на довгих, покритих густими,  м'якими волосками черешках. В обрисі широко-яйцеподібні, або серцеподібні, трійчасті, з широко оберненояйцеподібними сегментами, з яких бічні майже сидячі, на верхівці глибоко 2-3-надрізані із заокругленими зубчастими частками, кінцевий на довгому черешку, 3-роздільний з нерідко неглибоко 2-3-надрізаними часточками; листки знизу густо, зверху розсіяно притиснуто-волосисті.
Стебла прямостоячі, з таким ж, але трохи менш густим опушенням як і на черешках. Покривало глибоко 3-роздільне з цілокраїми довгастими частками, на верхівці тупими і з пензликами волосків.
Квітконоси короткі, повстяно-волосисті. Квітки - прямостоячі, напіврозкриті, дзвоникуваті.  Листочки оцвітини- в числі 6, 2,5-4,5 см завдовжки і 1-1,3 см завширшки, гоструваті, синьо-лілові або фіолетові, зовні прилегло-волосисті.
Плоди завдовжки близько 4 мм  з довгими (4-6 см) звивистими остюками,  густими відстовбурченими волосками й голими на кінчику .

## Поширення та екологія
У Росії росте в Амурській області, Приморському краї та Єврейській автономній області. Трапляється також на території Східного та Північно-Східного Китаю.
Росте в рідколіссях і на схилах, покритих чагарниками.

## Охоронний статус
Вид включений до Червоної книги Амурської області та Єврейської автономної області.
Страждає від порушення природних місць зростання внаслідок пожеж, гірничопромислових розробок та рекреаційних навантажень.
Культивується на території Ботанічного саду-інституту ДВО РАН (Владивосток) та його Амурської філії (Благовіщенськ) .

## Застосування
Є декоративною рослиною. Також використовується у медицині.